# Бичем-Сеймур, Фредерик
Лорд Фредерик Бичем Пейджет Фицрой Сеймур, 1-й барон Альчестер (Ольстер; англ. Frederick Beauchamp Paget FitzRoy Seymour, 1st Baron Alcester; 12 апреля 1821, Лондон — 30 марта 1895, Лондон) — британский аристократ, адмирал Королевского военно-морского флота Великобритании.

## Биография
Младший сын полковника Горация Сеймура. Окончил Итонский колледж.
В 1834 году вступил в Королевский ВМФ. Служил в британском военно-морском флоте в Средиземном и Тихоокеанском регионах. В 1847 году стал коммандером, а в 1854 году — коммодором.
Участник Крымской войны. В 1855—1856 годах командовал HMS «Метеор».
Позже переведен на службу в Бирме. Во время войны с маори в Новой Зеландии командовал морской бригадой (1860—1861). За отличия по службе был награждён Кавалерским крестом Ордена Бата.
В 1870 году Ф. Бичем-Сеймур был повышен в звании до контр-адмирала. В 1872—1874 годах занимал пост четвёртого военно-морского лорда Адмиралтейства. Затем до 1877 году командовал Флотом Канала в Ла-Манше.
31 декабря 1876 года получил звание вице-адмирала. В июне 1877 года награждён Командорским Крестом Ордена Бата. В 1882 году — Рыцарским Большим крестом Ордена Бата.
В 1880—1883 годах командовал Средиземноморским флотом. В мае 1882 года он получил звание Адмирала Королевского военно-морского флота Великобритании.
В том же году в самом начале Англо-египетской войны осуществил успешную атаку, бомбардировку Александрии и последующие операции на побережье Египта. За это Ф. Бичем-Сеймуру был пожалован титул 1-го барона Альчестера (Ольстера) графства Уорикшир, дающий право на место в палате лордов. Тогда же адмирал получил от парламента единовременно £ 25 000.
В 1883—1885 гг. занимал пост Второго военно-морского лорда Адмиралтейства.
В 1885 году Ф. Бичем-Сеймур окончил Оксфордский университет со званием доктора гражданского права.
Умер в 1895 году. Был неженатым и не оставил потомства.